# Vasil Garvanliev

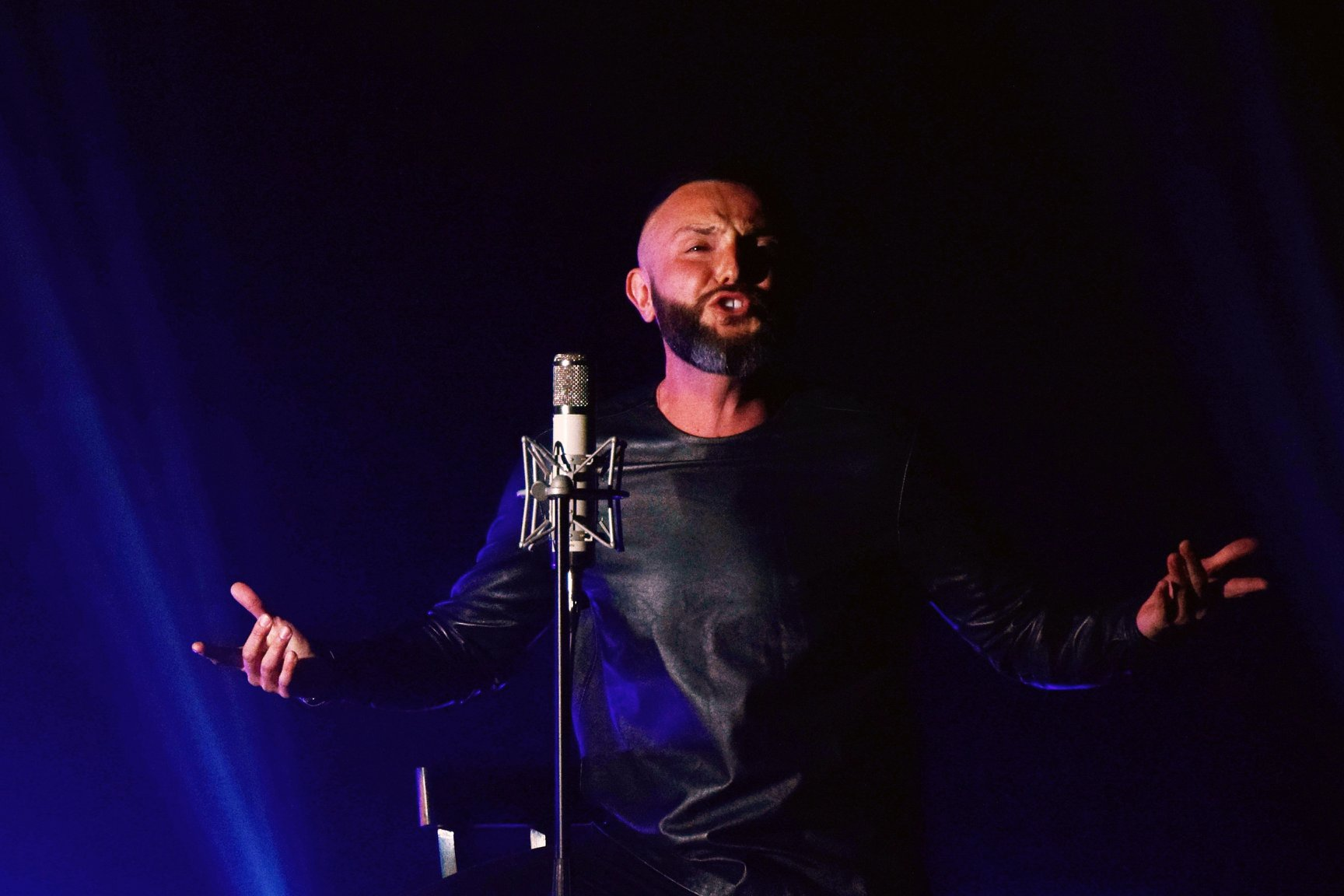
Vasil Garvanliev (2019)

Vasil Garvanliev (kyrillisch Васил Гарванлиев; * 2. November 1984 in Strumica, Sozialistische Föderative Republik Jugoslawien, heute Nordmazedonien) ist ein nordmazedonisch-bulgarischer Sänger.

## Leben
Vasil Garvanliev wurde in der ostnordmazedonischen Stadt Strumica, damals SFR Jugoslawien, nahe der bulgarischen Grenze geboren. Als Siebenjähriger wurde er von einem Komponisten entdeckt. Mit acht Jahren hatte Vasil sein erstes Album, das von Japan beeinflusste Marionka (mazedonisch Марионка), mit einer gleichnamigen Single veröffentlicht. Seine Popularität stieg mit der Teilnahme 1994 am Festival für Kinderlieder Zlatno Slavejče (mazedonisch Златно славејче ’94), und das Lied Marionka wurde darauffolgend zu einem der bekanntesten Kinderlieder im postjugoslavischen Raum.
Garvanliev lebte von 1997 bis zum 17. Lebensjahr in den USA, dann in Italien. Er studierte Gesang am Royal Conservatory of Music in Toronto, Kanada. Seit 2018 lebt er wieder in Strumica.
Vasil nahm als Background-Sänger für Tamara Todevska beim Eurovision Song Contest 2019 teil.
2020 wurde Vasil, nach einer internen Auswahl, vom Mazedonischen Rundfunk (kurz MRT) für den Eurovision Song Contest 2020 in Rotterdam als Vertreter Nordmazedoniens nominiert, um den Titel YOU zu singen. Der ESC wurde jedoch am 18. März 2020 aufgrund der COVID-19-Pandemie abgesagt. Ein Jahr später wurde er erneut vom MRT für den Eurovision Song Contest 2021 in Rotterdam nominiert. Dabei wurde sein Lied Here I Stand, welches mit den Songwritern Borče Kuzmanovski und Davor Jordanovski produziert wurde, ausgewählt. Beim Wettbewerb schied er jedoch im ersten Halbfinale am 18. Mai 2021 aus.
2021 trat Garvanliev auf der jährlich stattfindenden Pride Veranstaltung in Sofia auf.

### Kontroverse um das Musikvideo vonHere I Stand
Das in der nordmazedonischen Staatsgalerie Daut-Pascha-Hamam gefilmte und am 11. März 2021 veröffentlichte Musikvideo zum Here I Stand löste eine heftige Diskussion um eines der gezeigten Kunstwerke aus, das an die bulgarischen Landesfarben weiß, grün und rot erinnert. Dabei handelte es sich um ein Kunstwerk, welches dem Turiner Grabtuch nachempfunden ist sowie eine Hommage an Andrei Rubljow ist und nach einer Renovierung, lange vor dem Dreh, falsch aufgehängt worden war. Zusätzlich wurde ein Video aus dem Vorjahr bekannt, in dem der Sänger über seine bulgarischen Wurzeln sprach und dass er bulgarische Vorfahren hat, ein Tabu-Thema in Nordmazedonien. Diese Aussage und das Kunstwerk wurden von der Öffentlichkeit fälschlicherweise als Förderung des Bulgarentums und Beleidigung der nordmazedonischen Identität und Nation wahrgenommen und löste einen Shitstorm über Vasil aus. Auch seine bis dato tabuisierte sexuelle Orientierung machte ihn zur Zielscheibe homophober Attacken. Das Video wurde nur ein paar Tage später auf öffentlichen Druck bearbeitet und ohne das Kunstwerk wieder veröffentlicht.
Am 16. März 2021 nahm der Sänger Stellung und machte deutlich, dass es nie seine Absicht war, jemanden zu verletzen. Der Sender MRT gab am selben Tag bekannt, dass er die Sachlage analysieren werde und die Entscheidungen bald bekanntgeben möchte. Dabei blieb offen, ob das Land über einen Rückzug oder andere Konsequenzen nachdenkt. Parallel wurden Petitionen ins Leben gerufen, welche offiziellen Druck aufbauten und der MRT zum ersteren bewegen sollten. In bulgarischen Medien wurde berichtet, dass Vasil vom nordmazedonischen Staatsschutz bezüglich einer gezielten probulgarischen Propaganda befragt worden sei. Es war das erste Mal, dass ein Vertreter einer ethnischen Minderheit aus Nordmazedonien beim ESC im eigenen Land so angefeindet wurde.
Gleichzeitig stieg auch das öffentliche Interesse in Bulgarien an dem Fall, da er ein weiterer Fall öffentlicher Anfeindungen gegen Personen mit bulgarischen Wurzeln in Nordmazedonien darstellte. So bot am 19. März der bulgarische Sänger und Musikproduzent Slawi Trifonow, Vasil musikalische und finanzielle Unterstützung an. Dafür wurden Trifonow und die Partei Es gibt ein solches Volk von nordmazedonischen Medien klarer anti-nordmazedonischer Positionen bezichtigt.
Am 23. März schaltete sich schließlich das bulgarische Außenministerium ein, bestellte den nordmazedonischen diplomatischen Vertreter und forderte in einer Verbalnote von der nordmazedonischen Regierung die Einhaltung der Minderheitenrechte und im Speziellen die der Bulgaren. Im Laufe des Tages gab schließlich auch der Staatssender MRT bekannt, dass es keine Konsequenzen geben und Vasil das Land beim ESC vertreten werde.

## Diskografie
Singles
- 1994: Marionka
- 2007: Pomogni Mi
- 2018: Gerdan
- 2019: Patuvam
- 2020: You
- 2020: Mojata Ulica (feat. Davor)
- 2020: PriKazna
- 2021: SudBina
- 2021: Here I Stand